# Земан (титул)
Земан (словац. Zeman, угор. Nemes) — нижчий шляхетний титул дрібних землевласників в середньовічних королівствах Чехії, Польщі та Угорщини, який перебував нижче титулу барона. За своїм соціальним становищем земани були схожі з англійськими джентрі. 
Словацька назва «земан» походить від слова «zem» — «земля». Титул був у основному поширений на території Словаччини, яка тоді була в складі Угорщини. Титул «земан» часто дарувався королем Белою IV після монгольської навали 1241—1242 років в знак подяки за службу. Цей титул передавався всім дітям земанов чоловічої статі без винятку. Земани залишалися вільними людьми, хоча багато хто з них згодом збідніли настільки, що не відрізнялися від селян. Земани не платили податки, підпорядковувалися лише королю, обирали чіновників комітату та були автоматично членами угорського парламенту. Земаном були багато видатних словаків, наприклад, Антон Бернолак, Йонаш Заборський, Терезія Вансова, Янко Єсенський і так далі. Титул земана був ліквідований в 1918 році після падіння Австро-Угорщини. Пам'ять про цей титул залишилася в ряді словацьких та чеських прізвищ, наприклад Карел Земан, Мілош Земан.
Земан не платили податки, підпорядковувалися тільки королю, обирали чиновників комітату і були автоматично членами угорського парламенту. Земаном були багато видатних словаки, наприклад, Антон Бернолак, Йонаш Заборский, Терезія Вансова, Янко Есенський і так далі [1]. Титул Земана був ліквідований в 1918 році після падіння Австро-Угорщини. Пам'ять про це титулі залишилася в ряді словацьких і чеських прізвищ, наприклад Карел Земан, Мілош Земан.